# Hartshorne (Oklahoma)
Hartshorne is een plaats (city) in de Amerikaanse staat Oklahoma, en valt bestuurlijk gezien onder Pittsburg County.

## Demografie
Bij de volkstelling in 2000 werd het aantal inwoners vastgesteld op 2102.
In 2006 is het aantal inwoners door het United States Census Bureau geschat op 2075, een daling van 27 (-1.3%).

## Geografie
Volgens het United States Census Bureau beslaat de plaats een oppervlakte van
9,3 km², waarvan 9,0 km² land en 0,3 km² water. Hartshorne ligt op ongeveer 214 m boven zeeniveau.

## Plaatsen in de nabije omgeving
De onderstaande figuur toont nabijgelegen plaatsen in een straal van 24 km rond Hartshorne.